# Astacidae
Astacidae is een familie van kreeftachtigen uit de klasse van de Malacostraca (hogere kreeftachtigen). Ze leven in Europa, West-Azië en Noord-Amerika. De bekendste soort is de Europese rivierkreeft.

## Kenmerken
De Astacidae lijken in hun algemene lichaamsvorm op de andere rivierkreeften en kunnen op het eerste gezicht niet worden onderscheiden van vertegenwoordigers van de families Cambaridae of Parastacidae. Onderscheidende kenmerken zijn: Op sommige leden van de eerste antennes bevinden zich altijd twee groepen haarborstels, die esthetasken worden genoemd. De kieuwformule toont altijd 18 functionele kieuwen (plus twee of drie rudimentaire en één epipod). Het zitbeen (een beensegment van de pereopoden) van de mannetjes heeft geen haak. Bij het vrouwtje is het eerste paar pleopoden teruggevallen. Bovendien verschilt de specifieke vorm van de eerste pleopoden van de mannetjes, omgezet in voortplantingsorganen, van die van de Cambaridae (ze zijn volledig afwezig bij de Parastacidae).
Bij de in Europa aanwezige (inheemse en geïmporteerde) rivierkreeftsoorten wordt bij de veldbepaling meestal niet de familie bepaald en wordt het geslacht of de soort direct bepaald.

## Voortplanting
Bij de Astacidae is aangetoond dat zowel chemische stimuli (feromonen) als optische stimuli significant zijn in contact tussen de geslachten vóór de paring. In tegenstelling tot de Cambaridae, plaatsen de mannetjes van de Astacidae een extern bevestigde spermatofoor direct bij de uitgangsopening van de gonoduct van de vrouwtjes (op de derde peraeopod), waarbij de eerste twee pleopod-paren die in gonopoden zijn veranderd hen helpen met fijne oriëntatie. Bij sommige soorten zijn gevechten tussen mannetjes om toegang tot vrouwtjes gedocumenteerd (bijvoorbeeld bij de zoetwaterkreeft Austropotamobius pallipes). Als een mannetje paart met een reeds gedekt vrouwtje, legt hij ofwel zijn spermatoforen bovenop de reeds aanwezige spermatoforen, ofwel probeert hij ze van tevoren op te eten en ze zo te verwijderen. Zoals bij alle rivierkreeften, draagt het vrouwtje de bevruchte eieren aan het pleon om ze te beschermen tegen roofdieren.

## Leefgebied
Astacidae leven in stromende en stilstaande binnenwateren en geven de voorkeur aan helder, koud water. Ze hebben een lagere tolerantie voor opwarming dan veel Cambaridae en Parastacidae.

## Verspreiding
De Astacidae hebben een onsamenhangende verspreiding van twee ver van elkaar verwijderde gebieden op verschillende continenten. Ze leven enerzijds in Europa (en onmiddellijk grenzend aan West-Azië), anderzijds met één geslacht (Pacifastacus) in het westen van Noord-Amerika (vooral centraal in het zuiden van de Verenigde Staten en Mexico).

## Fylogenie, taxonomie, systematiek
Samen met de Noord-Amerikaanse familie Cambaridae en de recentelijk gescheiden Oost-Aziatische familie Cambaroididae (met het enkele geslacht Cambaroides), vormen de Astacidae de superfamilie van de Astacoidea. Deze families op het noordelijk halfrond vormen samen met de Parastacidae op het zuidelijk halfrond de bredere familie van rivierkreeften. Terwijl eerdere onafhankelijke evolutie van zoetwaterkreeften op het noordelijk en zuidelijk halfrond van kreeftachtige voorouders is overwogen, heeft genetische analyse nu onthuld dat alle rivierkreeften een monofyletische clade vormen. Dit suggereert dat de overgang van zee naar zoet water slechts één keer heeft plaatsgevonden. De splitsing van de Astacidae en de Cambaridae vond plaats, volgens de methodologie van de moleculaire klok, ongeveer 90 miljoen jaar geleden.
Volgens de genetische gegevens vormen de Astacidae een monofyletische eenheid. In eerdere studies was de positie van het Oost-Aziatische geslacht Cambaroides bijzonder problematisch, dat in verschillende analyses nauwer verwant leek te zijn aan de Astacidae of de Cambaridae en vervolgens een of beide families parafyletisch maakte. Het lijkt nu duidelijk dat Cambaroides de zustergroep vormt van de Astacidae.
Binnen de familie worden gewoonlijk drie geslachten onderscheiden. Sommige auteurs scheiden het ondergeslacht Pontastacus van Astacus en het ondergeslacht Atlantastacus van Austropotamobius en komen dan met vijf geslachten, anderen verenigen de hele familie binnen het geslacht Astacus. De momenteel vermelde soorten zijn als volgt, waarbij de auteurs Keith A. Crandall en Sammy De Grave een aantal controversiële soorten erkennen op basis van een herziening door de Russische taxonoom Yaroslav Starobogatov. Deze zijn tot nu toe verenigd in de brede soort Astacus leptodactylus, die nog steeds door veel taxonomen wordt bepleit. De literatuur over veel van deze controversiële soorten is alleen beschikbaar in het Russisch en hun onafhankelijkheid en verspreiding zijn onduidelijk en omstreden.
De familie werd vroeger verder afgebakend en omvatte onder andere de Cambaridae (toen aangenomen als de onderfamilie Cambarinae), de huidige familie komt alleen overeen met de voormalige onderfamilie Astacinae.

## Geslachten
- Geslacht Astacus Fabricius, 1775
  - Ondergeslacht Astacus s.str.
    - Astacus astacus L., 1758. Europese rivierkreeft
    - Astacus balcanicus (Karaman, 1929) (syn. Potamobius fluviatilis balcanicus, Astacus astacus subsp. balcanicus) endemisch in het meer van Ohrid, het meer van Ioannina en het Vardar-systeem in Macedonië, Albanië en Griekenland.
    - Astacus colchicus Kessler, 1876. Anatolië en het Kaukasusgebied.

  - Ondergeslacht Pontastacus Bott, 1950 (van Crandall en De Grave 2017, die deze lijst volgen, geaccepteerd als een apart geslacht).
    - Pontastacus cubanicus (Birstein & Vinogradov, 1934) (syn. Astacus leptodactylus subsp. cubanicus). Koeban, Don, Asowsches meer, Rusland.
    - Pontastacus danubialis Brodsky, 1981. (syn. Astacus leptodactylus subsp. eichwaldii pro parte, Astacus leptodactylus caspius natio danubialis Brodsky, 1967). Oekraïne.
    - Pontastacus daucinus Brodsky, 1981. (syn. Pontastacus leptodactylus cubanicus natio danubialis Brodsky, 1967, Caspiastacus daucinus (Brodsky, 1981))
    - Pontastacus eichwaldi (Bott, 1950) (syn. Astacus (Pontastacus) leptodactyus subsp. eichwaldi, Astacus leptodactylus var. caspia Eichwald, 1838)
    - Pontastacus kessleri (Schimkewitsch, 1886) (syn. Astacus kessleri). Turkestan.
    - Pontastacus leptodactylus (Eschscholtz, 1823).
    - Pontastacus pachypus (Rathke, 1837) (syn. Caspiastacus pachypus (Rathke, 1837)). Instroom naar de Zwarte Zee, deels levend in brak water. Ook aangegeven door de Kaspische Zee.
    - Pontastacus pylzowi (Skorikov, 1907). Azerbeidzjan (oosten van de Zuidelijke Kaukasus).
    - Pontastacus salinus (von Nordmann, 1842) (syn. Astacus (Pontastacus) leptodactylus salinus Nordmann, 1842). Zwarte Zeegebied, Donausysteem, naar Karaman tot Wenen.
- Geslacht Austropotamobius Skorikov, 1907
  -     - Austropotamobius fulcisianus (Ninni, 1886). (syn. Austropotamobius italicus Faxon, 1914)
    - Austropotamobius pallipes (Lereboullet, 1858). Zoetwaterkreeft.
    - Austropotamobius torrentium (Schrank, 1803)
    - Austropotamobius bihariensis (Pârvulescu, 2019)
- Geslacht Pacifastacus Bott, 1950
  -     - Pacifastacus connectens (Faxon, 1914) (syn. Astacus gambelii subsp. connectens Faxon, 1914). In beken, Idaho en Oregon.
    - Pacifastacus fortis (Faxon, 1914) (syn. Astacus nigrescens subsp. fortis Faxon, 1914). Californië.
    - Pacifastacus gambelii (Girard, 1852) (syn. Cambarus Gambelii Girard, 1852). westelijk Noord-Amerika.
    - Pacifastacus leniusculus (Dana, 1852) Signalkrebs. De soort omvat waarschijnlijk verschillende voorheen niet te onderscheiden cryptische soorten en zal waarschijnlijk in de toekomst worden gesplitst.
    - Pacifastacus nigrescens (Stimpson, 1857) (syn. Astacus nigrescens Stimpson, 1857). voorheen Californië, nu uitgestorven.

## In Nederland waargenomen soorten
- Genus: Astacus
  - Astacus astacus - (Europese Rivierkreeft)
  - Astacus leptodactylus - (Turkse Rivierkreeft)
- Genus: Pacifastacus
  - Pacifastacus leniusculus - (Californische Rivierkreeft)

## Fossiele soorten
Er zijn twee fossiele soorten beschreven:
- Astacus licenti Van Straelen 1928. Jura
- Astacus spinirostris Imaizumi 1938. Jura